# British Association for the Advancement of Science
Die British Association oder – in der Langform – die British Association for the Advancement of Science (BAAS) ist eine Vereinigung mit dem Ziel, Wissenschaft populär zu machen und den Austausch zwischen Wissenschaftlern zu fördern. Seit 2009 arbeitet die Gesellschaft unter dem Namen British Science Association. Sitz der Gesellschaft ist London.
Während der letzten Jahrzehnte war es das Hauptziel dieser Gesellschaft, das Verständnis von Wissenschaft in der breiten Öffentlichkeit zu fördern. Das jährliche Treffen, welches heute „Festival of Science“ (Fest der Wissenschaft) genannt wird, ist die größte öffentliche Wissenschaftsveranstaltung in Großbritannien, die viel öffentliche Aufmerksamkeit auf sich zieht. Die Jugendorganisation der Gesellschaft (British Association of Young Scientists) hat es sich zum Ziel gesetzt, Schüler über die Schullehrpläne hinaus mit Wissenschaft zu konfrontieren und sie zu ermutigen, sich in diesem Gebiet weiterzubilden.

## Geschichte
Sie wurde 1831 nach dem Vorbild der Gesellschaft der deutschen Naturforscher und Aerzte durch William Vernon Harcourt (1789–1871) auf Vorschlag von David Brewster gegründet, nachdem dieser sich enttäuscht von der Royal Society abwandte wegen ihrer aus seiner Sicht elitären und konservativen Haltung. Die erste Zusammenkunft der Gesellschaft fand am 27. September 1831 in York statt.
In ihrem Auftrag wurde 1842 der erste Nomenklatur-Code, der „Strickland-Code“ erstellt. Er sollte gleichermaßen für Tiere wie Pflanzen gültig sein, löste aber über der Frage nach dem Autor-Zitat zugleich die Spaltung zwischen Botanik und Zoologie in nomenklatorischen Fragen aus.
In der Mitte des 19. Jahrhunderts definierte die BAAS standardisierte elektromagnetische Maßeinheiten, wie das Volt und das Ohm, die später weltweit übernommen wurden.